# Giáo dục khai phóng

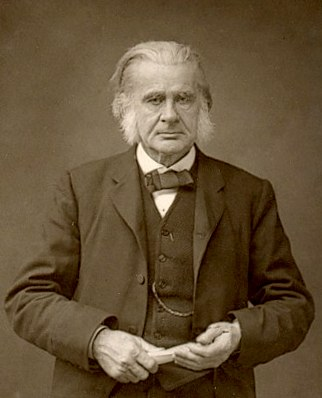
Thomas Huxley (hình chụp vào khoảng năm 1890), một trong những người cổ vũ cho giáo dục khai phóng.

Giáo dục khai phóng (tiếng Anh: liberal education) là giáo dục nhắm tạo ra con người tự do. Nó dựa trên khái niệm các môn khai phóng trong thời Trung cổ, hay gần hơn là chủ nghĩa tự do trong thời Khai minh. Hiệp hội các Trường và Viện Đại học Hoa Kỳ (American Association of Colleges and Universities) mô tả giáo dục khai phóng là "một triết lý giáo dục cung cấp cho các cá nhân một nền tảng kiến thức rộng và những kỹ năng có thể chuyển đổi được, và một cảm nhận mạnh mẽ về các giá trị, đạo đức, và sự can dự vào đời sống công dân..." Phạm vi của giáo dục khai phóng thường mang tính đa nguyên và toàn cầu; nó có thể bao gồm một chương trình học giáo dục tổng quát cung cấp cơ hội tiếp cận nhiều lĩnh vực học thuật và nhiều chiến lược học tập, bên cạnh chương trình học chuyên sâu trong ít nhất một lĩnh vực học thuật nào đó.
Vào thế kỷ 19, những nhà tư tưởng như John Henry Newman, Thomas Huxley, và F.D. Maurice đã cổ vũ cho giáo dục khai phóng. Sir Wilfred Griffin Eady định nghĩa giáo dục khai phóng là giáo dục cho chính nó và cho sự trao dồi cá nhân, trong đó bao gồm việc giảng dạy các giá trị.
Những năm gần đây, giáo dục khai phóng được nhắc tới nhiều ở Việt Nam, và được biết đến như một xu hướng mới trong đào tạo đại học.